# Big Syke
Big Syke (geboren 22. November 1968 als Tyruss Gerald Himes; gestorben am 5. Dezember 2016 in Hawthorne, Kalifornien) war ein US-amerikanischer Rapper aus Inglewood, Kalifornien. Er war ein Vertreter der Stilrichtungen Gangsta-Rap, Westcoast-Hip-Hop und Hardcore-Rap und vor allem bekannt für seine mit Tupac Shakur aufgenommenen Werke und seine Mitgliedschaft in den Gruppen Thug Life und Outlawz aus dem Umfeld Shakurs. In letzterer trat er als Moozaliny auf.

## Biografie
In seiner Kindheit bekam Himes den Spitznamen „Little Psycho“ („kleiner Psychopath“) verpasst. Da er als Erwachsener groß und schwer wurde, benutzte er als Abwandlung davon „Big Syke“ als seinen Künstlernamen. Seine Musikkarriere begann er 1990 als Teil der Gruppe Evil Mind Gangstas. 1992 traf er Tupac Shakur, mit dem er sich anfreundete und einer seiner bedeutendsten Tournee-Partner wurde. Darüber hinaus wurde er Teil von dessen Gruppen Thug Life und Outlawz. Mit ersterer veröffentlichte er 1994 das Album Thug Life: Volume 1. Außerdem wurde er immer wieder auf Shakurs Werken gefeaturet, insbesondere auf drei Liedern (Picture Me Rollin, Check Out Time und All Eyez on Me) des mit einer diamantenen Schallplatte der RIAA ausgezeichneten All Eyez on Me.
Nach Shakurs Tod 1996 brachte Big Syke noch im selben Jahr ein Soloalbum mit dem Titel Be Yo’ Self heraus. In den folgenden Jahren arbeitete er einerseits an drei Soloalben, die 2001 und 2002 erschienen, sowie an Alben mit den Outlawz.
In seinen letzten Jahren hatte er mit Adipositas und daraus resultierenden Herzproblemen zu kämpfen. Am 5. Dezember 2016 wurde er tot in seinem Haus in Hawthorne, Kalifornien aufgefunden. Er wurde 48 Jahre alt.

## Diskografie
Alben
- 1996: Be Yo’ Self (Rideonum)
- 2001: Big Syke Daddy (D3 Entertainment)
- 2002: Street Commando (Riviera)
- 2002: Big Syke (Rap-A-Lot)

## Weblink
- Big Syke bei AllMusic (englisch)